# فلاديمير كيساريف
فلاديمير كيساريف (بالإنجليزية: Vladimir Kesarev)؛ (مواليد 26 فبراير 1930 - الوفاة 19 يناير 2015) هو مدرب كرة قدم روسي ولاعب دولي سابق وكان يلعب كمدافع.
لعب مع منتخب الاتحاد السوفييتي لكرة القدم.

## روابط خارجية
- فلاديمير كيساريف على موقع الاتحاد الدولي (مؤرشف)  (الإنجليزية)
- فلاديمير كيساريف على موقع قاعدة بيانات كرة القدم.إي يو (الإنجليزية)
- فلاديمير كيساريف على موقع ناشيونال فوتبول تيمز (الإنجليزية)